# Fissistigma santapaui
Fissistigma santapaui là loài thực vật có hoa thuộc họ Na. Loài này được D.Das mô tả khoa học đầu tiên năm 1969.